# Таадіквере
Та́адіквере (ест. Taadikvere küla) — село в Естонії, у волості Ярва повіту Ярвамаа.

## Населення
Чисельність населення на 31 грудня 2011 року становила 66 осіб.

## Географія
Через населений пункт проходить автошлях 49 (Імавере — Вільянді — Карксі-Нуйа).

## Історія
З 19 грудня 1991 до 21 жовтня 2017 року село входило до складу волості Імавере.